# TKF
Tankietka TKF – polska tankietka (czołg rozpoznawczy) z okresu przed II wojną światową. Wersja TK-3.
Produkcja tankietek TKF odbywała się w zakładach Ursus S.A. Ogółem powstało co najmniej 18 pojazdów tego typu. We wrześniu 1939 roku z 13 czołgów TKF utworzono Szwadron Czołgów Rozpoznawczych, który następnie przydzielono 10 Brygadzie Kawalerii.
Podczas kampanii wrześniowej 10 Brygada Kawalerii przekroczyła granicę polsko-węgierską i na terenie Węgier została internowana. 22 września 1939 przekazano Węgrom m.in. 9 tankietek TK-3/TKF, które następnie zostały wcielone na wyposażenie armii węgierskiej. W marcu 1944 roku jedna z tankietek TKF została zdobyta przez partyzantów jugosłowiańskich. Pojazd ten znalazł się potem w muzeum wojskowym w Belgradzie.

## Zmiany w stosunku do TK-3
W TKF użyto, produkowany w Polsce, silnik Fiat 122 AC. Była to jednostka sześciocylindrowa, czterosuwowa, o mocy 42 KM przy 2600 obrotach na minutę i pojemności 2516 cm³.
Przebudowie uległy m.in. zawieszenie, skrzynia przekładniowa, przedni most, hamulce, kierownica, dźwignie gazu i sprzęgła, chłodnica, wentylator, mechanizm rozruchu ręcznego i instalacja elektryczna (m.in. napięcie z 6 na 12 V).

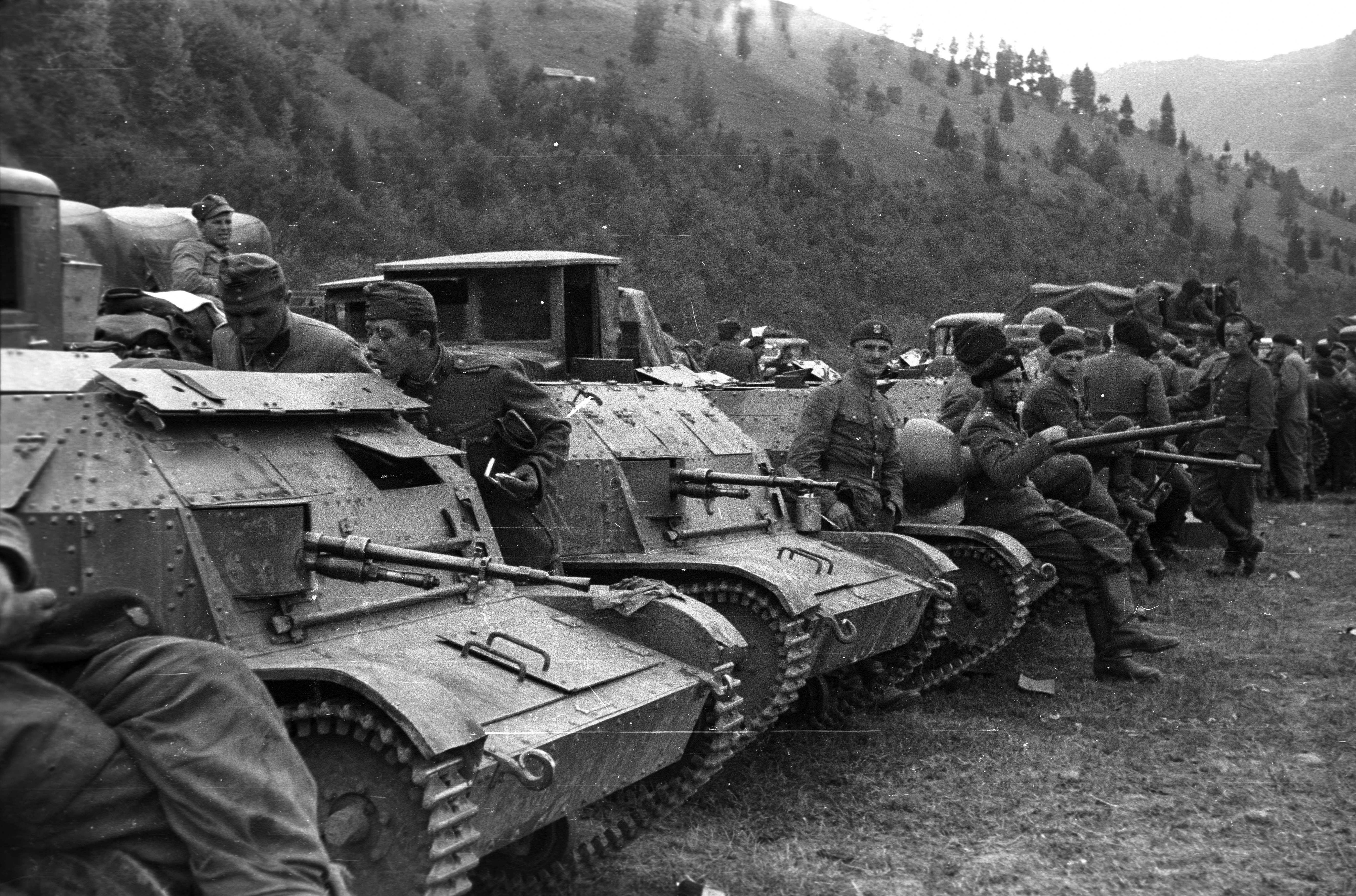
Polscy pancerniacy po przegranej kampanii wrześniowej internowani na Węgrzech w 1939. Widoczne dwie tankietki TKF oraz dwie TKS z działkiem 20 mm.